# Interliveingite
L'interliveingite (simbolo IMA: Iliv) è un minerale del gruppo della sartorite appartenente alla famiglia dei "solfuri e solfosali" con composizione chimica AgPb18As25S56.

## Etimologia e storia
Il nome del minerale è dovuto alla relazione del minerale con la liveingite, poiché l'interliveingite può essere vista come il risultato di una sostituzione di (Ag+As) al posto di 2 Pb dalla liveingite (Pb20As24S56).
Il campione tipo è depositato presso il Naturhistorisches Museum di Vienna (Austria) con il numero di catalogo O 1845.

## Classificazione
L'interliveingite è un minerale approvato dall'Associazione Mineralogica Internazionale (IMA) nel 2022, quindi non compare né nella Sistematica dei lapis (Lapis-Systematik) di Stefan Weiß (aggiornata fino al 2018), né nella classica nona edizione, aggiornata dall'IMA fino al 2009.
Il minerale è elencato nell'edizione successiva, proseguita dal database "mindat.org" e chiamata Classificazione Strunz-mindat dove si trova nella classe "2. Solfuri e solfosali (solfuri, seleniuri, tellururi; arseniuri, antimoniuri, bismuturi; solfoarseniuri, solfoantimonuri, solfobismuturi, ecc.)" e nella sottoclasse "2.H Solfosali di archetipo SnS"; questa viene ulteriormente suddivisa in base all'eventuale presenza di alcuni metalli, in modo tale che l'interliveingite possa essere trovata nella sezione "2.HB Con Cu, Ag, Fe, Sn e Pb" dove è in attesa dell'assegnazione di un gruppo insieme a barikaite, carducciite, sardashtite e reckibachite, con le quali forma il sistema 2.HB.

## Abito cristallino
L'interliveingite cristallizza nel sistema monoclino nel gruppo spaziale P21 (gruppo nº 4) con i parametri reticolari a = 8,4090(4) Å, b = 7,9114(4) Å, c = 70,016(3) Å e β = 93,287(2)°

## Origine e giacitura
L'interliveingite è un minerale rarissimo e di scoperta recente, quindi sono ancora scarse le informazioni a riguardo. La sua località tipo è la cava di "Lengenbach" (46.365°N 8.22111°E) nella valle di Binn (Canton Vallese, in Svizzera).